# کران (استان کرجالی)
کران (به بلغاری: Kran) یک منطقهٔ مسکونی در بلغارستان است که در شهرستان کیرکوفو واقع شده است.